# Dany Placard
Dany Placard, Gauthier de son vrai nom, est un auteur-compositeur-interprète et réalisateur artistique québécois né en 1977 à Laterrière, aujourd'hui un secteur de l'arrondissement Chicoutimi de la ville de Saguenay. Son nom d'artiste (Placard) lui vient du surnom que lui donnèrent ses colocataires après qu'il eut déménagé son matelas dans un placard pour fuir le tapage nocturne de leur appartement.

## Biographie
Après des études universitaires en chant classique à l'UQAM, Dany Placard réalise un premier album autoproduit en 1998 intitulé L'agent Placard. Aux côtés d'Éric Villeneuve, il composera ensuite le groupe Plywood 3/4 avec lequel il enregistrera deux albums, Plywood 3/4 en 2002 et Beauté mécanique en 2004.
À partir de 2005, il revient à un parcours solo et lance cinq albums à saveur folk rock et country. En 2008, son deuxième album Raccourci est couronné Album Folk/Country de l'année au Gala alternatif de la musique indépendante du Québec (GAMIQ).
En plus de ses albums solo, Placard enregistre aussi deux albums en duo, d'abord avec Carl-Éric Hudon en 2007 (Hudon + Placard). En 2009, il revisite son matériel de Plywood 3/4, de ses deux premiers albums solos et de Hudon + Placard à la manière folk rural des années 1920-30 avec Toots Macbeth dans un projet CD/DVD simplement intitulé Placard-Macbeth.
Parallèlement à carrière d'auteur-compositeur-interprète, Dany Placard a réalisé plusieurs albums pour d'autres artistes, parmi lesquels Chantal Archambault, Francis Faubert, Laura Sauvage et domlebo (ex-Cowboys fringants).
Maintenant signé à la maison de disque Simone Records, il fait paraître Démon Vert en août 2012 puis Santa Maria en septembre 2014.
En 2015, il signe la musique et tient le premier rôle du court métrage Bleu tonnerre des réalisateurs Philippe David Gagné et Jean-Marc E. Roy, présenté à la Quinzaine des réalisateurs du Festival de Cannes.
Après quelques années passées à se réinventer, Dany Placard revient avec des mélodies définitivement rock. Le 29 septembre 2017 il sort son nouvel album Full face. En avril 2022, il lance  Julie & Dany, un album collaboratif avec sa conjointe, Julie Doiron.

## Comme réalisateur artistique
- 2010: La romance des couteaux - Chantal Archambault
- 2013: Buddy Mcneil Ends The Magic Mirrors (45 tours) - Buddy Mcneil & The Magic Mirrors
- 2015: Maniwaki - Francis Faubert
- 2015: Americana - Laura Sauvage
- 2016: Extraordinormal - Laura Sauvage
- 2016: Troisième rangée - Louis-Philippe Gingras *(co-réalisation)*
- 2017: Le sens du vent - Raton Lover
- 2017: The Beautiful - Laura Sauvage
- 2017: Les Monsieurs - Les Monsieurs
- 2020: Crise de cœur - Les Monsieurs
- 2021: Mini album - Guillaume Bordel
- 2023: Enfanfleur - Guillaume Bordel (co-réalisé avec Benoît Bouchard)

## Filmographie
- 2015 : Bleu tonnerre : Blue Thunder

## Prix et distinctions
- 2008 : GAMIQ - Album Folk/Country de l'année pour Raccourci
- 2013 : Auteur-compositeur francophone de l'année pour son album Démon vert aux Prix de musique folk canadienne.
- 2018 : Prix du jury Radio ARCQ lors de la 31e Bourse Rideau.